# Darjeeling (Tee)

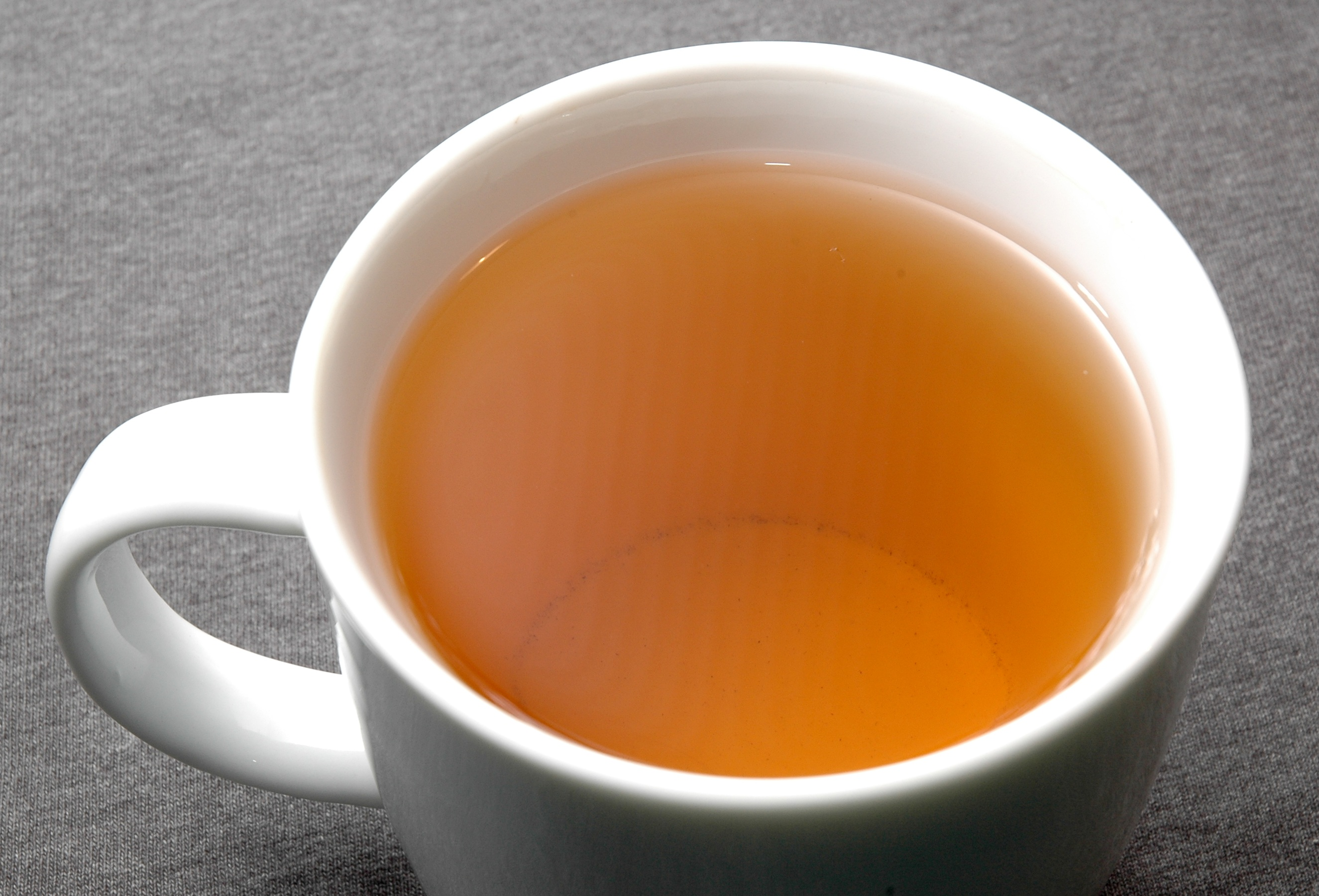
Tasse mit Darjeeling-Tee

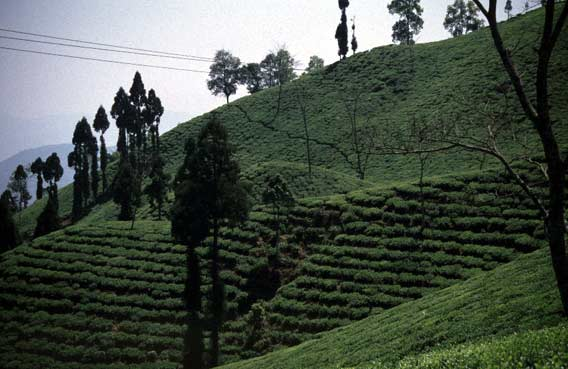
Teeplantage bei Darjiling

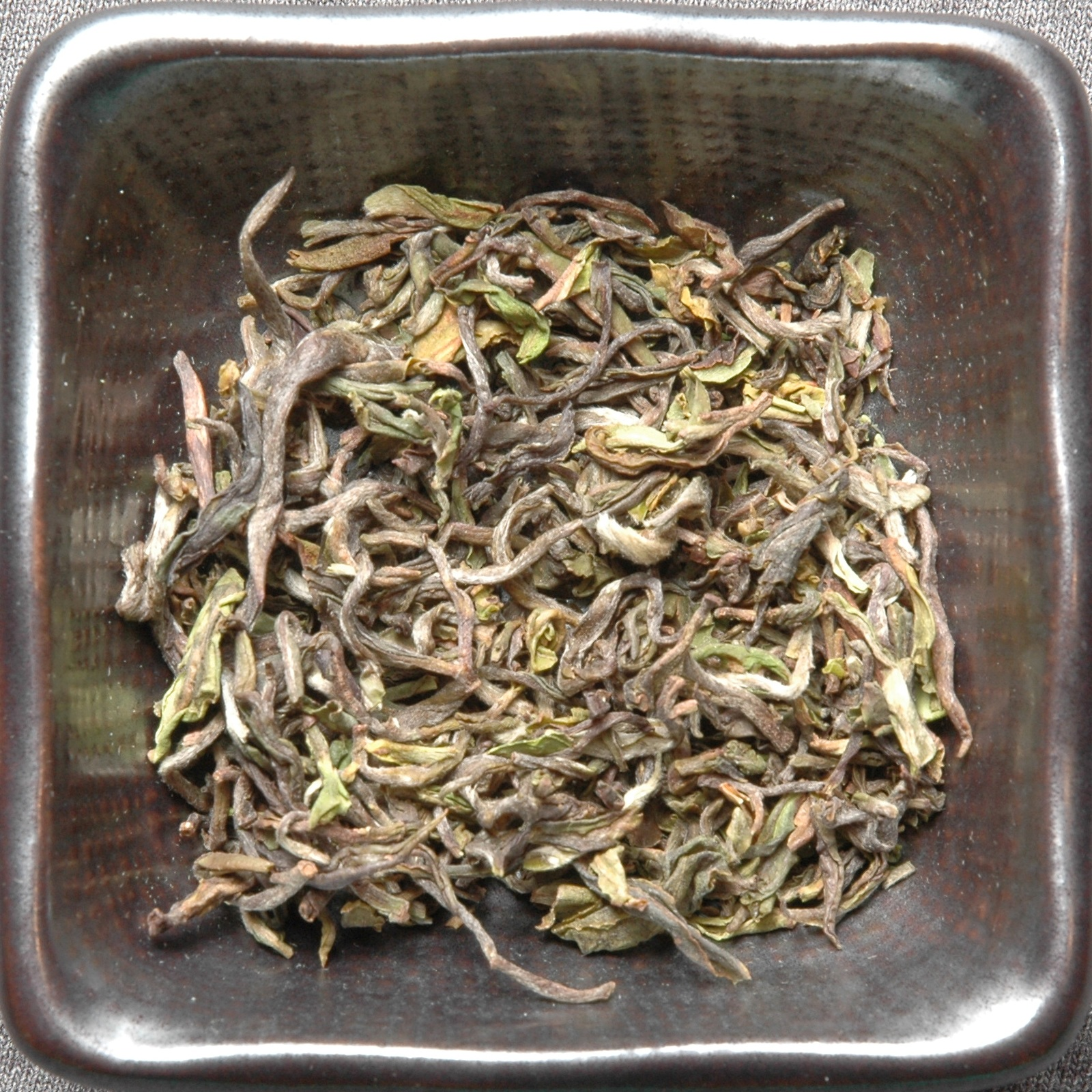
First-Flush-Darjeeling-Tee

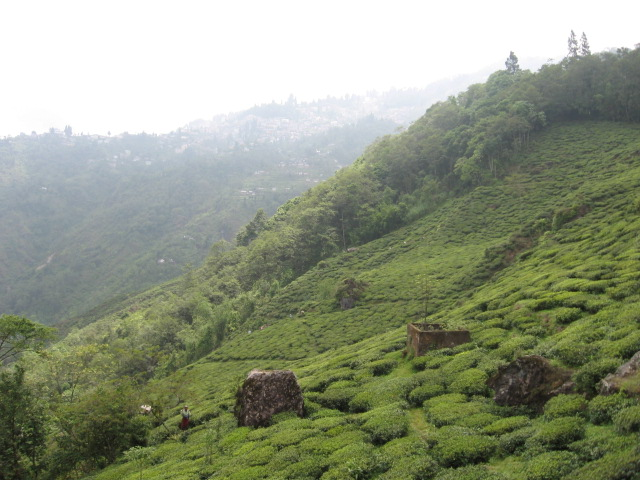
Tee-Garten auf dem Weg nach Rock Garden

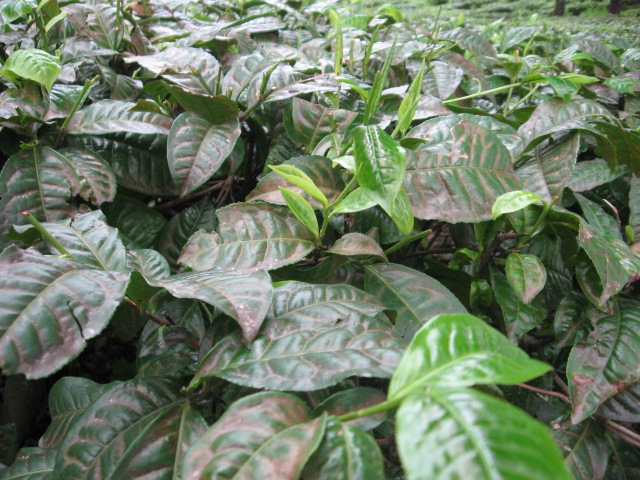
Frische Knospe in einer Teeplantage

Der Darjeeling [dɑˈdʒiːlɪŋ] ist eine Teesorte aus dem indischen Distrikt Darjeeling, dem Zentrum des bengalischen Teeanbaus in der Umgebung der Stadt Darjeeling.

## Geschichte
Der Teeanbau im westbengalischen Distrikt Darjeeling geht auf den Engländer Archibald Campbell (1805–1874) zurück. Er experimentierte als Erster mit verschiedenen Teesorten in seinem Privatgarten im Darjeeling-Gebiet. Im Jahr 1841 brachte Campbell von seinen Forschungsreisen als Botaniker Teesamen aus der Region Kumaun mit und begann Tee in der Nähe seiner Residenz Beechwood in Darjeeling auf experimenteller Basis anzubauen. Ende der 1840er Jahre wurden auf Anweisung der Regierung zahlreiche Teeexperten in die Region gesandt und bestätigten die ersten Erfolge Campbells. Da das Gebiet um Darjeeling damals dünn besiedelt war, beschloss die englische Besatzungsmacht, Arbeitskräfte aus dem Grenzgebiet zu Nepal anzusiedeln.
Es entstanden 1866 die ersten rund 30 Teegärten, die danach weiter ausgebaut wurden. Der Erfolg führte bereits 1864 zur Gründung der Darjeeling Company, die 1896 in Darjeeling Consolidated Tea Company umbenannt wurde.
Die Darjeeling-Teeindustrie beschäftigt heute ungefähr 70.000 Arbeiter, von denen rund ein Viertel als Saisonarbeiter in der Erntezeit von März bis November auf den rund 18.000 Hektar großen Anbauflächen eingesetzt werden.
2017 kam es zu einem Generalstreik der Teepflücker in der Region. Die Plantagen erlitten Schäden und die Teesorten aus dem Darjeeling verknappten sich auf dem Weltmarkt. Das Erreichen des alten Ernteniveaus könnte Jahre dauern.

## Zuordnung
Ganz allgemein bezeichnet die Marke Darjeeling jeden Tee, der aus der Region kommt. So wird eine breite Palette an Teearten in Darjeeling wie etwa Grüner Tee, Weißer Tee, Gelber Tee als auch Oolong produziert. Im Speziellen ist jedoch mit der Umschreibung „Darjeeling-Tee“ meistens ein weitfermentierter Tee gemeint, der Eigenschaften von Oolong und Schwarztee in sich vereint und für gewöhnlich dem Schwarzen Tee zugeordnet wird.

## Charakteristische Merkmale

### First Flush
- Erntezeitpunkt: Ende Februar bis Ende April
- Tassenfarbe: goldgelb, hell
- Aroma: sehr fein, mild, blumig
- Flugtee verfügbar: ja (ab Anfang Mai)
- Trinkgewohnheiten: ohne Milch, kein/wenig Zucker oder etwas Zitrone
- Besonderheiten: entfaltet sein Aroma bei hohen Wasserhärten nur unvollständig

### In-betweens
- Erntezeitpunkt: Mitte April bis Mitte Mai, zwischen First und Second Flush
- Aroma: liegen geschmacklich zwischen First und Second Flush, erreichen aber nicht die Qualität der beiden

### Second Flush
- Erntezeitpunkt: Anfang Juni bis Anfang Juli
- Tassenfarbe: Bernstein
- Aroma: abgerundet, kräftiger als First Flush

### Autumnals
- Erntezeitpunkt: von Oktober bis spätestens Mitte Dezember nach dem sommerlichen Monsunregen
- Tassenfarbe: goldgelb, ähnlich dem First Flush
- Aroma: leichter, feiner Geschmack, leicht bittere Note im Abgang, erreicht insgesamt nicht die Aromafülle eines Second oder First Flush
- Besonderheiten: mit grünen, braunen und schwarzen Teeblättern das bunteste Teekorn; da er wenig Gerbsäure enthält, bekommt ihm die Würzung mit Honig, Zucker oder Milch besser als den anderen Sorten.

### Sonstige
Seit jeher pflücken ausschließlich Frauen die Teeblätter, und zwar nur „two leaves and a bud“ (zwei Blätter und eine Knospe) von jedem Trieb. Das Siegel des „Tea Board of India“ zeigt das „two leaves and a bud“-Motiv.
Seit einigen Jahren werden in Darjeeling auch Oolong und grüner Tee produziert.

## Problem des Teeverschnitts
Da der Darjeelingtee von jeher zu den teureren schwarzen Tees gehört, gibt es ernstzunehmende Probleme mit Fälschungen und Verschnitten. So werden weltweit jedes Jahr circa 40.000 Tonnen Tee als Darjeeling verkauft, während lediglich zwischen 8.000 und 11.000 Tonnen Tee produziert werden. Um diese Form der Produktpiraterie wenigstens zu erschweren, ist in Indien 1953 das „Tea Board of India“ eingerichtet worden. Dieses Tea Board vergibt ein Siegel und eine Lizenznummer nur an solche Tees, die zu 100 % aus reinem Darjeeling-Tee bestehen. Seit Oktober 2011 muss ein in der Europäischen Union als Darjeeling verkaufter Tee zu 100 % aus diesem Gebiet stammen.

## Blattsortierungen
Darjeelingtee wird in unterschiedlichen Blattgraden angeboten:
1. SFTGFOP1 (Special Finest Tippy Golden Flowery Orange Pekoe 1., höchste Gradierung)
2. FTGFOP1 (Finest Tippy Golden Flowery Orange Pekoe 1.)
3. TGFOP (Tippy Golden Flowery Orange Pekoe)
4. FOP (Flowery Orange Pekoe)
5. OP (Orange Pekoe)
6. P (Pekoe)

## Teegärten
Es gibt zahlreiche Teegärten in Darjeeling, die jeweils Tee mit unterschiedlichem Charakter und Aroma produzieren. Einige bekannte Teegärten sind Jogmaya, Arya, Chamong, Glenburn, Lingia, Castleton, Jungpana, Makaibari, Margaret's Hope, Steinthal, Soom und Risheehat. Das Gebiet der Schluchten in Darjeeling wird in sieben Regionen aufgeteilt: West-Darjeeling, Ost-Darjeeling, Teesta, Mirik, Rungbong, Nord-Kurseong und Süd-Kurseong.